# Ceratonereis brunnea
Ceratonereis brunnea är en ringmaskart som beskrevs av Langerhans 1884. Ceratonereis brunnea ingår i släktet Ceratonereis och familjen Nereididae. Inga underarter finns listade i Catalogue of Life.